# Francesc Taverna-Bech
Francesc Taverna-Bech (Barcelona, 16 april 1932 – aldaar, 16 april 2009) was een Catalaans componist en muziekcriticus.

## Levensloop
Taverna-Bech studeerde in zijn geboortestad eerst piano en viool, en studeerde vervolgens van 1952 tot 1964 compositie. Vanaf 1973 werkte hij als muziekcriticus en verhoogde hij zijn compositorische activiteiten. Ongeveer 80 van zijn composities werden opgevoerd in Catalonië, in Spanje en in verschillende steden in Europa, Azië en Amerika. Hij was ook regelmatig jurylid bij muziekwedstrijden.
Zijn muziekartikelen verschenen in de bladen Serra d'Or, Revista de Catalunya, Revista Musical Catalana, El Correo Catalán, Destino, Barcelona Metrópolisen Barcelona Creació. Hij heeft ook meegewerkt aan activiteiten van de Catalaanse Zomeruniversiteit in Prades.
Zijn stijl ontwikkelde zich vanuit het neoclassicisme (in bijvoorbeeld zijn Suite Catalana) tot een meer atonaal en serieel soort muziek (in bijvoorbeeld Calidoscopi, Díptic, Climes, Gèminis) en uit de synthese van deze beide werelden ontstond een opmerkelijk expressieve stijl (Temperaments, Proses disperses). Uiteindelijk keert hij weer terug naar de aanvankelijke meer neoclassicistische stijl (Camins somorts, Auguris).
Het departement voor cultuur van Catalonië wijdde het 12e deel van de boekcollectie Catalaanse componisten aan hem. Dit werk werd geschreven door Jordi Maluquer en Josep Guzman. Taverne-Bech schreef zelf overigens een biografie van Xavier Montsalvatge, die eveneens door hetzelfde departement voor cultuur werd uitgegeven. Ook maakte hij een catalogus met werken van Joaquim Homs.
Hij was secretaris (1983-1992) en voorzitter (1993-1996) van l'Associació Catalana de Compositors (Catalaanse vereniging van componisten). Hij schreef ook muziek voor cobla en piano.

## Selectie van werken

### Orkest
- Nit ('Nacht', strijkorkest, 1984-85, gereviseerd in 1992)
- Contrasts (1985-87)
- Estampes I ('Prenten I', 1989)
- Estampes II ('Prenten II', 1989-1995)
- Caminava la nit ('Ik liep door de nacht', gitaar en strijkorkest, 1991)
- Dilemes ('Dilemma's', cello en strijkorkest, 1992)
- Proses disperses ('Gebroken proza', viool en strijkorkest, 1992)
- Les nits ('Nachten', 1992-93)
- Fantasia concertante, altviool en strijkorkest 1995-97)
- Abstraccions simfòniques ('Symfonische abstracties', 1996-97)
- Concertino (klavecimbel en strijkorkest, 1997)

### Kamermuziek
- Rapsodía ('Rapsodie', altviool en piano, 1959)
- Tríptic per a quatre guitarres  ('Drieluik voor vier gitaren', 1975)
- Climes I ('Klimaten, sferen', cello en piano, 1981)
- Climes II (altviool, viool, cello, piano, 1982)
- Suite per a quartet de corda (Suite voor strijkkwartet, 1983-86)
- Climes III (viool, cello, piano, 1988-89)
- Signes ('Tekens', fluit, piano, hobo, klarinet, viool, altviool, cello, 1989)
- Temperaments (piano en cello, 1990)
- Quan Selène em mira ('Wanneer ik Selène zie', gitaar en cello; nieuwe versie Temps de lluna, 1994)
- Contrapunts '97 (viool en cello, 1997)
- Llum de lluna ('Maneschijn', fluit en gitaar, 2000)
- Trilogia ('Drieluik', viool en piano, 2000)
- Aura de lluna ('Aura van de maan', gitaar en saxofoon, 2000)
- De la lluna i altres imatges ('Over de maan en andere beelden', piano quatre-mains,2002)

### Solowerken
- Suite catalana, piano (1960)
- Sonate nr. 1 Auguris, piano (1962, rev. 1978)
- Sonate nr. 2 (Hommage aan Béla Bartók), piano (1969-76)
- Camins somorts (Hommage aan Frederic Mompou), piano (1972-88)
- Cicle, altviool (1978)
- Horitzó i tres estrofes ('Horizon en drie strofes', fluit, 1979)
- Absències ('Afwezigheid', cello, 1983-89)
- Acròstic ('Naamdicht', piano, 1986)
- Suite, gitaar (1986-88)
- Volivans, klarinet (1990)
- Al voltant d'un tema de Schubert ('Rond een Schubertthema'), piano (1993)
- Sonate nr. 3, piano (1998)

### Vocale muziek
- Temps de somnis ('Tijd van dromen'), zangstem en strijkkwartet (1980-88)
- Plany, mezzosopraan, gitaar en 3 slagwerkers (1983)
- Algú m'ha cridat ('Iemand noemde me'), mezzosopraan, piano (1984)
- Aforismes, sopraan en piano (1988)
- Aforismes, zangstem en instrumentaal ensemble (1994)

### Overige werken
- Rituals, ballet (1985)
- Set bagatelles, ('Zeven bagatellen'), cobla (1997)
- Caprici, piano en cobla (2000)